# (344) Desiderata
(344) Desiderata – planetoida z grupy pasa głównego asteroid okrążająca Słońce w ciągu 4 lat i 67 dni w średniej odległości 2,59 j.a. Została odkryta 15 listopada 1892 roku w Observatoire de Nice w Nicei przez Auguste Charloisa. Nazwa planetoidy pochodzi od Dezyderii królowej Szwecji i Norwegii, żony Karola XIV Jana. Przed jej nadaniem planetoida nosiła oznaczenie tymczasowe (344) 1892 M.